# ستيف بارسونز
ستيف بارسونز (بالإنجليزية: Steve Parsons)‏ (7 أكتوبر 1957 بهامرسميث في المملكة المتحدة - ) هو لاعب كرة قدم بريطاني في مركز الوسط. لعب مع نادي ليتون أورينت ونادي هايز ونادي ويمبلدون وRedbridge Forest F.C. ‏ وHendon F.C. ‏ ووالتون وهرشام ‏ وWembley F.C. ‏.